# 鉛冷却高速炉

鉛冷却高速炉の模式図

鉛冷却高速炉（なまりれいきゃくこうそくろ、英語：Lead-cooled Fast Reactor、略称：LFR）とは冷却材として液体の鉛や、鉛とビスマスの合金を使う減速材のない高速炉である。
高速増殖炉として作り得ると考えられている炉型であり、第4世代原子炉の炉型の一つに選ばれている。
液体金属鉛や鉛ビスマス合金を使う利点は、中性子をあまり吸収しないため中性子経済が良く燃料増殖が可能であること、沸点が高いため水炉のように炉を高圧に耐えるようにする必要が無いこと、熱伝導性がよいため除熱能力が高いこと、ボイド係数が負で沸騰したとしても安全性が高いこと、酸素や水との反応性が低いため漏洩時の安全性が高く、直接水と接触させて蒸気発生すら考えられることが挙げられる。
欠点は、冷却材の質量が重く大型化に難があること、鉛ビスマス合金の場合配管の腐食性があり材料の検討が必要なこと、不透明であるため燃料交換時等のメンテナンス性に難があること、原子炉を停止させる場合は冷却材が固化しないように予熱し続ける必要があることが挙げられる。
直接核燃料に照射される鉛やビスマスは、中性子の反応断面積は小さいものの放射化し、とくにビスマスは放射能が強く半減期が138日と比較的長いポロニウム210を生成するため、メンテナンス性に影響がある。
世界的に見てあまり実績は無いが、日本では東京工業大学で研究されており、ソ連の潜水艦K-27、アルファ型原子力潜水艦の原子炉で使われていた。アメリカではハイペリオン・パワー・モジュール（en:Gen4 Energy）と呼ばれる小型で、燃料と炉が一体で長サイクル、一括取り替えによる廃炉といった特徴を持ったバッテリー炉の設計が進んでいる。
また、加速器駆動未臨界炉においてはビスマスが核破砕反応ターゲットと成り得ると考えられている。

## 鉛ビスマス共晶合金使用
1991年頃にロシアが開発したSVBR-75/100は、冷却材として鉛ビスマス共晶合金（英：Lead-bismuth eutectic）を使用している。
ソ連では鉛ビスマス中の酸素含有量を適切な範囲内に維持することにより腐食を大きく弱めることに成功し、原子力潜水艦に利用され冷戦終結後の経済低迷で退役されるまで良好な状態を維持した。
日本においては、ナトリウム冷却高速炉もんじゅの開発が1995年の事故で停止したため鉛冷却高速炉の開発が検討され、2000年代の頃はロシアとの間に「Japan-Russia LBE Coolant Workshop」など研究会がもたれ、「Pb-Bi（鉛－ビスマス合金）冷却材は旬の研究テーマ」とされていた。

## 鉛使用
日本では2004年頃にLCFRが開発され、またロシアでは2020年までの開発プログラムによりBREST-300の設計が完了しているが、これらの冷却材は鉛のみを使用するものである。
東芝傘下のウェスチングハウス・エレクトリック・カンパニーは、2015年に米国エネルギー省との鉛冷却高速炉の共同開発を提案しているが、これもビスマスを使用するとはされていない。

## 鉛リチウム合金
核融合炉のブランケット冷却用に鉛リチウム合金が提案されている。リチウムは中性子を吸収してトリチウムを生成する役割を担う。鉛を混ぜることでリチウムの化学的活性を抑制することができる。
さらに、鉛と中性子との核反応により2個の中性子を生じる(n,2n)反応を起こす（中性子増倍材）ため、トリチウムの収量の増加が期待できる。
腐食性を下げるために付着した水分などを除去して高純度のものを作成する必要が有る。
鉛ビスマスの鋼材腐食は酸化膜が形成される酸化型の腐食であるのに対し、リチウム鉛の鋼材腐食は溶出型の腐食である点が大きく異なる。